# مار خانگی سیشل
مار خانگی سیشل (نام علمی: Lamprophis geometricus) نام یک گونه از سرده مارهای خانگی آفریقایی است.